# ラウンチー
ラウンチー（Raunchy）は、デンマーク出身のヘヴィメタル・バンド。
スラッシュメタル、インダストリアルメタル、メロディックデスメタル、メタルコアなどの要素を含んだ「フューチャーハイブリッドメタル」と呼ばれる厚く重いエレクトロニックサウンドを特徴としている。

## バイオグラフィー
1992年にイエスパー・アンドリアス・ティルステッドとイエスパー・クヴィストとモルテン・トフト・ハンセンの3人でスタート。メタリカやスレイヤー、一般的なベイエリアシーンに影響を受け、だいたいの曲はそれらをカバーした曲を演奏していた。
1994年にラーズ・ヴォンストラップとラーズ・クリステンセンがメンバーに加わる。そして、バンド名を「ラウンチー」(RAUNCHY)と決め、活動を開始する。1995年には、最初のデモ「Borsing Recordings」をオーフスでレコーディングする。そのデモ中の曲「Space Story」は、後にコンピレーションCD「Extremity Rising vol. 1」に収録された。
1996年に、130ものバンドが参加するイベントで2位という快挙を達成する。その賞のひとつに3日間のスタジオ使用権があり、これを2つ目のデモのレコーディングに用いた。そのデモの曲、「Crack of Dawn」は、後にリリースされるCD「Extremity Rising vol. 3」に収録された。
1998年に、ギグと作曲のためヤコブ・ハンセン(インヴォケイター)のアーベンラースタジオに入るのを決める。その理由は、彼のプロダクションはラウンチーの「フューチャー」なサウンドと完璧にマッチする感じがしたからであるとのことである。3枚目のデモCDを作成し、3度目の登場となるコンピレーションCD「Extremity Rising」にデモ「Leech」が収録され、いくつかメタル音楽雑誌から良い反応を得た。
1999年には、 デンマークのスタジオP3から、ラジオショー「Demokramen」でラウンチーの曲「Hypnotized」を流すのと、インタビューに関する連絡を受ける。ハードな曲にもかかわらず、短期間で上位にランクインするのに十分な票となっていた。
2000年に入って、レコード会社Mighty Musicのサブレーベル・Drug(s)と契約する。数か月後、1stアルバム「Velvet Noise」をレコーディングするためにヤコブ・ハンセンのアーベンラースタジオに入った。レコーディング完了後、バンドメンバーはその仕上がり具合に非常に満足し、ヤコブ・ハンセンは「俺が今までプロデュースした中での最高のベストアルバムだよ!!」と述べた。
2001年に『Velvet Noise』が北ヨーロッパでリリースされた。このアルバムはいろいろなプレスでもとてもよく受け入れられ、「ラウンチーはヘヴィメタルの新しい時代を開始する」、「デンマークで今までで最もよいデビュー」、「ロサンゼルスからきた最後のハイパーネオメタルバンドは忘れて、ラウンチーに脱帽して挨拶せよ」と評された。リリース後、イエッペ・クリステンセンがザ・ホーンテッド、ウィザリング・サーフェイス、Barcode、Iniquity、Freak Kitchen、Jerkstoreのサポートに加わった。
2002年になると、世界で最も大きなメタルレーベルニュークリア・ブラストとデンマーク初のバンドとして契約した。アルバム『Velvet Noise』はヨーロッパ全土でリリースされた。有名なドイツのフェスティバル・Summerbreezeでも演奏する機会を得た。そして、コーンやスリップノットのプロデューサーとして知られるRoss Robinsonから、バンドの未来について議論をするためデンマークへ行きたいと連絡があった。
そしてワム!の「Last Christmas」のカバー曲と新しい曲「Decemberklar」をデンマーク国有ラジオのプロデューサー・テュー・マッドセンとアントファームスタジオでレコーディングする。この2曲はデンマークで大成功し、ラジオで毎日何度も何度も繰り返し流された。ラウンチーはラジオスタジオでライブを行い、この様子はデンマークのテレビで放送された。
2003年には、Velvet Noiseが北アメリカでリリースされ、評価はヨーロッパと同じくらい良かった。同年には、セカンドアルバム「Confusion Bayを7月から8月にかけてレコーディングした。プロデューサーは再びヤコブ・ハンセンです。
2004年初頭、ボーカルのラーズ・ヴォンストラップが脱退し、キャスパー・トムセンが新しいメインボーカルとして起用された。2月には、セカンドアルバム「Confusion Bay」がリリースされた。同アルバムは、各メディアから、いい反応を受けた。アニメPV「Watch Out」はディレクター・Anders Morgenthalerによって作製され、このビデオはVIA+やMTV2といったチャンネルで放送された。デンマーク国有ラジオでは、コンサートを実施し、8月にはメタルフェスティバル・Wackenで演奏を行った。この年は、セカンドアルバムに伴うツアーを行った。
2005年には、3rdアルバム『Death Pop Romance』を7月から8月にかけてレコーディングした。プロデューサーは今までと同様ヤコブ・ハンセンである。「Death Pop Romance」はキャスパー・トムセンにとってはアーティストとしてデビューするアルバムでもあった。また、テュー・マッドセン(Sick of it all、ザ・ホーンテッド、Himsa、Dagobaなどを担当)がミキシングを担当し、Ziggy (Illdisposed、マーサナリー など) はマスタリングを行った。ライフフォース・レコードと契約した。コペンハーゲンのデンマークメタルアワードでEntombedとAs we fightと共に出演した。
2006年に『Death Pop Romance』をリリースし、デンマークとドイツのチャートに同アルバムがランクインした。その後、ソウルフライのサポートをドイツで行った。ライプツィヒのWith Full Force Festivalでは、イン・フレイムス、Clawfinger、ザ・ホーンテッド、Evergreen Terranceといった大物バンドと共に10,000人ものファンの前でパフォーマンスを行った。
また、ヘイトスフィアとVolbeatと共に、彼らとしては初のヨーロッパ全体のツアー・Danish Dynamite Tourを開始し、ドイツ、オランダ、ベルギー、フランス、イタリア、スイス、オーストリアといった国でパフォーマンスを行った。
2010年、5thアルバム『A Discord Electric』をリリース。
2013年、リードボーカルがマイク・セメスキーに交代し、翌2014年に6thアルバム『Vices. Virtues. Visions』をリリース。

## メンバー
※2019年4月時点

### 現ラインナップ
- マイク・セメスキー (Mike Semesky) - リードボーカル (2013 - )
- イェッペ・クリステンセン (Jeppe Christensen) - キーボード/ボーカル  (2001 - )
アルバムDeath Pop Romanceではクリーンボイス担当
- イェスパー・アンドリアス・ティルステッド (Jesper Andreas Tilsted) - ギター/キーボード (1994 - )
スタジオではキーボードでメロディーを生み出すのに貢献している
- イェスパー・クヴィスト (Jesper Kvist) - ベース (1994 - )
- ラーズ・クリステンセン (Lars Christensen) - ギター (1994 - )
アルバムなどのアートワーク、Tシャツ、ポスター、チラシ、ウェブページレイアウトの作製を担当。
- モルテン・トフト・ハンセン (Morten Toft Hansen) - ドラムス (1994 - )

### 元メンバー
- ラーズ・ヴォンストラップ (Lars Vognstrup) - リードボーカル (1994 - 2004)
- キャスパー・トムセン (Kasper Thomsen) - リードボーカル (2004 - 2013)

## ディスコグラフィー
アルバム
- Velvet Noise - 2001
- Confusion Bay - 2004
- Death Pop Romance - 2006
- Velvet Noise Extended - 2007
- Wasteland Discotheque - 2008
- A Discord Electric - 2010
- Vices. Virtues. Visions - 2014